# Slovakiets kvindefodboldlandshold
Slovakiets kvindefodboldlandshold repræsenterer Slovakiet i internationale fodboldturneringer. Holdet har aldrig deltaget i en af de store turneringer som f.eks. VM eller EM.

## Resultater

### VM i fodbold for kvinder
| VM i fodbold for kvinder | VM i fodbold for kvinder | VM i fodbold for kvinder | VM i fodbold for kvinder | VM i fodbold for kvinder | VM i fodbold for kvinder | VM i fodbold for kvinder | VM i fodbold for kvinder | VM i fodbold for kvinder | VM i fodbold for kvinder |
| År                       | Resultat                 | K                        | V                        | U*                       | T                        | M+                       | M-                       | MF                       |                          |
| ------------------------ | ------------------------ | ------------------------ | ------------------------ | ------------------------ | ------------------------ | ------------------------ | ------------------------ | ------------------------ | ------------------------ |
| 1991                     | Deltog ikke              | Deltog ikke              | Deltog ikke              | Deltog ikke              | Deltog ikke              | Deltog ikke              | Deltog ikke              | Deltog ikke              |                          |
| 1995                     | Ikke kvalificeret        | Ikke kvalificeret        | Ikke kvalificeret        | Ikke kvalificeret        | Ikke kvalificeret        | Ikke kvalificeret        | Ikke kvalificeret        | Ikke kvalificeret        |                          |
| 1999                     | Ikke kvalificeret        | Ikke kvalificeret        | Ikke kvalificeret        | Ikke kvalificeret        | Ikke kvalificeret        | Ikke kvalificeret        | Ikke kvalificeret        | Ikke kvalificeret        |                          |
| 2003                     | Ikke kvalificeret        | Ikke kvalificeret        | Ikke kvalificeret        | Ikke kvalificeret        | Ikke kvalificeret        | Ikke kvalificeret        | Ikke kvalificeret        | Ikke kvalificeret        |                          |
| 2007                     | Ikke kvalificeret        | Ikke kvalificeret        | Ikke kvalificeret        | Ikke kvalificeret        | Ikke kvalificeret        | Ikke kvalificeret        | Ikke kvalificeret        | Ikke kvalificeret        |                          |
| 2011                     | Ikke kvalificeret        | Ikke kvalificeret        | Ikke kvalificeret        | Ikke kvalificeret        | Ikke kvalificeret        | Ikke kvalificeret        | Ikke kvalificeret        | Ikke kvalificeret        |                          |
| 2015                     | Ikke kvalificeret        | Ikke kvalificeret        | Ikke kvalificeret        | Ikke kvalificeret        | Ikke kvalificeret        | Ikke kvalificeret        | Ikke kvalificeret        | Ikke kvalificeret        |                          |
| 2019                     | Ikke kvalificeret        | Ikke kvalificeret        | Ikke kvalificeret        | Ikke kvalificeret        | Ikke kvalificeret        | Ikke kvalificeret        | Ikke kvalificeret        | Ikke kvalificeret        |                          |
| 2023                     | TBD                      | -                        | -                        | -                        | -                        | -                        | -                        | -                        |                          |
| Total                    | 0/9                      | -                        | -                        | -                        | -                        | -                        | -                        | -                        |                          |

### EM i fodbold for kvinder
| År    | Resultat          | K                 | V                 | U*                | T                 | M+                | M-                |
| ----- | ----------------- | ----------------- | ----------------- | ----------------- | ----------------- | ----------------- | ----------------- |
| 1984  | Ikke kvalificeret | Ikke kvalificeret | Ikke kvalificeret | Ikke kvalificeret | Ikke kvalificeret | Ikke kvalificeret | Ikke kvalificeret |
| 1987  | Ikke kvalificeret | Ikke kvalificeret | Ikke kvalificeret | Ikke kvalificeret | Ikke kvalificeret | Ikke kvalificeret | Ikke kvalificeret |
| 1989  | Ikke kvalificeret | Ikke kvalificeret | Ikke kvalificeret | Ikke kvalificeret | Ikke kvalificeret | Ikke kvalificeret | Ikke kvalificeret |
| 1991  | Ikke kvalificeret | Ikke kvalificeret | Ikke kvalificeret | Ikke kvalificeret | Ikke kvalificeret | Ikke kvalificeret | Ikke kvalificeret |
| 1993  | Ikke kvalificeret | Ikke kvalificeret | Ikke kvalificeret | Ikke kvalificeret | Ikke kvalificeret | Ikke kvalificeret | Ikke kvalificeret |
| 1995  | Ikke kvalificeret | Ikke kvalificeret | Ikke kvalificeret | Ikke kvalificeret | Ikke kvalificeret | Ikke kvalificeret | Ikke kvalificeret |
| 1997  | Ikke kvalificeret | Ikke kvalificeret | Ikke kvalificeret | Ikke kvalificeret | Ikke kvalificeret | Ikke kvalificeret | Ikke kvalificeret |
| 2001  | Ikke kvalificeret | Ikke kvalificeret | Ikke kvalificeret | Ikke kvalificeret | Ikke kvalificeret | Ikke kvalificeret | Ikke kvalificeret |
| 2005  | Ikke kvalificeret | Ikke kvalificeret | Ikke kvalificeret | Ikke kvalificeret | Ikke kvalificeret | Ikke kvalificeret | Ikke kvalificeret |
| 2009  | Ikke kvalificeret | Ikke kvalificeret | Ikke kvalificeret | Ikke kvalificeret | Ikke kvalificeret | Ikke kvalificeret | Ikke kvalificeret |
| 2013  | Ikke kvalificeret | Ikke kvalificeret | Ikke kvalificeret | Ikke kvalificeret | Ikke kvalificeret | Ikke kvalificeret | Ikke kvalificeret |
| 2017  | Ikke kvalificeret | Ikke kvalificeret | Ikke kvalificeret | Ikke kvalificeret | Ikke kvalificeret | Ikke kvalificeret | Ikke kvalificeret |
| 2021  | TBD               | -                 | -                 | -                 | -                 | -                 | -                 |
| Total | 0/13              | -                 | -                 | -                 | -                 | -                 | -                 |

## Aktuel trup
Den 21. juli 2015 blev disse 18 spillere udtaget til truppen til Balaton Cup i Ungarn samt to venskabskampe mod De forenede arabiske emirater.